# 이글 (미국 주화)
이글(영어: Eagle)은 미국 조폐국이 1795년부터 1933년까지 발행한 미국의 10달러 금화이다.
이글은 금이 유통에서 회수된 해인 1933년 이전에 미국에서 유통되던 주화에 사용된 다섯 가지 주요 십진법 기본 단위 중 가장 큰 단위였다. 이 다섯 가지 주요 기본 단위는 밀, 센트, 다임, 달러, 그리고 이글이었다. 센트는 10밀, 다임은 10센트, 달러는 10다임, 이글은 10달러였다. 이글 기본 단위는 쿼터 이글 (2.50달러), 하프 이글 (5달러), 이글 (10달러), 더블 이글 (20달러) 주화의 기반이 되었다.
골드 달러 주화, 골드 3달러 주화, 스리센트 니켈, 그리고 5센트 니켈을 제외하고는 1933년 이전의 주화 단위는 해당 주화에 사용된 합금의 대부분을 구성하는 귀금속 또는 반귀금속과 개념적으로 연결되어 있었다. 이 점에서 미국은 다양한 귀금속 및 반귀금속에 대해 다른 기본 단위 명칭을 사용하는 오랜 유럽 관행을 따랐다. 미국에서는 센트가 구리의 기본 단위였다. 다임과 달러는 은의 기본 단위였다. 이글은 금의 기본 단위였지만, 센트, 다임(또는 디슴), 달러와 달리 금화는 이글 단위를 명시하지 않았다. 따라서 더블 이글은 두 이글이 아닌 20달러로 가치를 표시했다.
18세기 후반부터 20세기 초반까지 미국의 유통 이글 단위는 1986년부터 은 또는 금, 1997년부터 백금, 2017년부터 팔라듐으로 제조되는 아메리칸 이글 주화와 혼동해서는 안 된다.

## 생산 연도 및 구성
금 이글은 1795년부터 1933년까지 미국 조폐국에서 유통을 위해 발행되었으며, 하프 이글은 1795년부터 1929년까지, 쿼터 이글은 1796년부터 1929년까지, 더블 이글은 1850년부터 1933년까지 발행되었으며, 각 유형별로 간헐적인 생산 중단이 있었다. 더블 이글을 제외하고는 이 모든 단위의 직경은 시간이 지남에 따라 줄어들었다. 다음 표는 해당 직경이 처음 사용된 연도에 따라 각 단위의 직경을 밀리미터(mm)로 나타낸 것이다.
| 연도 | 쿼터 이글 | 하프 이글 | 이글    | 더블 이글 |
| ---- | --------- | --------- | ------- | --------- |
| 1795 | 빈칸      | 25.0 mm   | 33.0 mm | 빈칸      |
| 1796 | 20.0 mm   | 빈칸      | 빈칸    | 빈칸      |
| 1821 | 18.5 mm   | 빈칸      | 빈칸    | 빈칸      |
| 1829 | 18.2 mm   | 23.8 mm   | 빈칸    | 빈칸      |
| 1834 | 빈칸      | 22.5 mm   | 빈칸    | 빈칸      |
| 1838 | 빈칸      | 빈칸      | 27.0 mm | 빈칸      |
| 1840 | 18.0 mm   | 21.6 mm   | 빈칸    | 빈칸      |
| 1849 | 빈칸      | 빈칸      | 빈칸    | 34.0 mm   |

### 22캐럿"표준" 금
원래 미국의 모든 유통 금화의 순도는 11/12 순금 (영국 크라운 금과 동일한 22 캐럿 수준)과 1/12 합금이었다. 미국 법 (1792년 화폐법)에 따라 합금은 은과 구리로만 구성되었으며, 은은 무게 기준으로 합금의 절반을 넘지 않도록 제한되었다. 따라서 미국 금화는 22/24 (22 kt 또는 91.667%) 순금, 최대 1/24 (0–4.167%) 은, 나머지 부분은 (4.167–8.333%) 구리로 구성되었다.
유통되는 표준 금 10달러 이글의 무게는 270 그레인 (17 g)로, 하프 이글은 135 그레인 (8.7 g), 쿼터 이글은 67.5 그레인 (4.37 g)로 설정되었다. 이로 인해 10달러 이글은 0.5156 트로이온스 (16.04 g)의 순금을 포함하게 되었다.

### 금 함량 89.92%로 하향 조정 (1834)
1834년에 조폐국의 금과 은의 법정 가치 평가 비율 15:1 (즉, 은 15단위 무게와 금 1단위 무게가 동일한 법정 화폐 가치를 가짐)이 16:1로 변경되었고, 금화와 은화의 금속 무게-함량 표준도 변경되었다. 이는 이전 가치 비율과 무게 함량에서는 미국 금화를 수출하여 녹이는 것이 이익이었기 때문이다. 그 결과 표준 금의 사양은 22캐럿(.9167 순도)에서 .8992 순도(21.58 kt)로 낮아졌다.

### 금 함량 90.0%로 상향 조정 (1837)
1837년 1월 18일에 통과된 1837년 주화법에 따라 금의 순도(정확히 .900 순도로 증가)에 약간의 변화가 있었고, 합금(이제 주화 무게의 10%)은 다시 은과 구리로 법적으로 정의되었으며, 은은 절반을 초과하지 않도록 제한되었다. (즉, 총 주화 무게의 5%) 10달러 이글의 새로운 표준은 .900 순금 258 그레인 (16.7 g)으로, 순금 함량은 0.48375 트로이온스 (15.046 g)이며, 다른 주화는 비례적으로 크기가 조정되었다.
1838년과 1840년 사이에 은 함량은 0으로 줄어들었다. 1838년 이글, 1839년 하프 이글, 1840년 쿼터 이글에서 그러했다. 그 결과 미국 금화는 90% 금과 10% 구리가 되었다. 금화에 구리만을 합금으로 사용하는 것은 오래된 영국 관행과 일치했다 (크라운 금 참조). 이 새로운 표준은 1933년 미국 금화 유통이 중단될 때까지 모든 유통 금화에 사용되었다.

### 1982년 이후의 이글 현대 기념 주화
현대 미국 기념 주화 프로그램의 일환으로 미국 조폐국은 여러 기념 이글 주화를 발행했다. 1984년에는 1984년 하계 올림픽을 기념하기 위해 이글이 발행되었고, 2003년에는 라이트 형제의 키티 호크 첫 비행을 기념하기 위해 또 다른 이글이 발행되었다. 1933년 이전의 .900 순금 표준이 복원되었으며, 이는 하프 이글 금 기념 주화에도 사용되었다. 이 주화들은 순도와 크기 면에서 동일한 액면가의 1933년 이전 주화와 동일했다. 2000년에는 의회 도서관을 기념하는 독특한 이글인 의회 도서관 바이메탈 이글이 발행되었는데, 이는 약 1⁄4 트로이온스 (0.27 oz; 7.8 g)의 .9995 순수 백금 코어와 .900 순금 외부 링이 동일한 무게로 구성되었다.

## 디자인 목록
- 터번 헤드 1795–1804
  - 터번 헤드, 작은 독수리 1795–1797
  - 터번 헤드, 큰 독수리 1797–1804
- 리버티 헤드 (코로넷) 1838–1907
  - 코로넷, 모토 없음 1838–1866
  - 코로넷, 모토 있음 1866–1907
- 인디언 헤드 1907–1933

## 같이 보기
- 아메리칸 골드 이글
- 아메리칸 버팔로
- 아메리칸 실버 이글
- 아메리칸 플래티넘 이글
- 아메리칸 팔라듐 이글
- 더블 이글
- 하프 이글
- 인플레이션 헤지
- 쿼터 이글
- 영국 이글, 에드워드 1세 하에 불법화된 13세기 주화

### 참고 문헌
- 틀:Yeoman-2014